# Rajec (Macedonia Północna)
Rajec (mac. Раец) – wieś w południowej Macedonii Północnej, terytorialnie i administracyjnie należąca do gminy Kawadarci. Według stanu na 2002 rok jej liczebność wynosiła 110 mieszkańców.

położenie wsi na mapie gminy

Według danych ze spisu powszechnego przeprowadzonego w 2002 roku, wieś Rajec zamieszkiwało 110 osób deklarujących następującą narodowość:
- Macedończycy – 109 (99,09%)
- Serbowie – 1 (0,91%)